# Sky Brown
Sky Brown (en japonés: スカイ・ブラウン; Miyazaki, Japón; 7 de julio de 2008) es una skater anglo-japonesa que compite por Gran Bretaña. Es la skater profesional más joven del mundo y también ha ganado el programa de televisión estadounidense Dancing with the Stars: Juniors. A sus 12 años, fue seleccionado para representar a Gran Bretaña en los Juegos Olímpicos de Tokio 2020, donde obtuvo la medalla de bronce.

## Vida personal
Sky Brown nació en Miyazaki, Japón. Su madre es japonesa y su padre es británico. Su nombre japonés es Sukai.
Su padre vivió en Estados Unidos durante varios años antes de mudarse a Japón. Brown vive en Miyazaki, pero pasa alrededor de la mitad del año en Estados Unidos. Su familia son skaters y su jardín preescolar tenía un parque de patinaje. Ahora tiene una rampa de patinaje en su jardín trasero, ya que no hay parques de patinaje en su área natal de Takanabe, Miyazaki. Además de practicar skateboarding, Brown está interesada en el surf, y se levanta a las 5 a. m. la mayoría de las mañanas para surfear.

## Carrera
Brown no tiene un entrenador de skate, sino que aprende trucos con videos de YouTube. A veces practica con Shaun White, quien ganó medallas olímpicas en snowboard. Brown está patrocinada por Nike, lo que la convierte en la atleta patrocinada por Nike más joven del mundo. Ha aparecido en una campaña de esta marca junto a Serena Williams y Simone Biles. También cuenta con el apoyo de Almost Skateboards y Skateistan. Tiene más de 602.000 seguidores en Instagram y más de 29 millones de visitas en YouTube. A la edad de 10 años, Brown se convirtió en atleta profesional, lo que la convirtió en la skater profesional más joven del mundo.
En 2016, a la edad de 8 años, Brown participó en el Vans US Open, convirtiéndose en la persona más joven en competir en el evento. Durante la prueba clasificatoria, se cayó de su patineta. En 2017, quedó en segundo lugar en las Finales Continentales Asiáticas, y terminó entre los 10 primeros de la Serie Vans Park de 2018. En el 2018 ganó el programa de televisión estadounidense Dancing with the Stars: Juniors.
En febrero de 2019, ganó el evento Simple Session en Tallin, Estonia. En marzo de 2019, Brown anunció que competiría por Gran Bretaña, habiendo dicho anteriormente que competiría por Japón. Brown dijo que prefiere el "enfoque más relajado" de la Asociación Británica de Skateboarding. En 2019, Brown también ocupó el tercer lugar en el Campeonato Mundial de Skateboarding, y se convirtió en la primera mujer en conseguir un frontside 540 en los X Games. Terminó quinta en el evento de skate de los X Games. Brown quedó tercera en el Campeonato Mundial de Skateboarding Park 2020 en Brasil.
Brown es una de los cinco británicos que intentan clasificar para los eventos de skateboarding en los Juegos Olímpicos de 2020, la primera vez que este deporte se incluirá en los Juegos. Estaba programada para competir en el evento de clasificación de dicho evento en mayo de 2020. Debido a su clasificación mundial actual, es probable que le otorguen un lugar en los Juegos, ya que los 12 patinadores mejor clasificados se clasificarán automáticamente para los Juegos Olímpicos. Si se hubiera clasificado, Brown habría sido la atleta olímpica británica más joven de la historia, a la edad de 12 años, superando a Margery Hinton, que tenía 13 años y 43 días cuando compitió en el evento de 200 metros braza en los Juegos Olímpicos de 1928. Brown no habría sido la competidora más joven en los Juegos, ya que la jugadora de tenis de mesa siria Hend Zaza es más joven que Brown.
El 28 de mayo de 2020, mientras entrenaba en California, Brown sufrió una caída desde una rampa de medio tubo que la dejó con varias fracturas de cráneo y una muñeca y mano izquierda rotas. La llevaron en avión a un hospital y se informó a su llegada que la deportista no respondía. Su padre dijo después que tenía "suerte de estar viva", mientras que la propia Brown dijo que fue su peor caída hasta ahora, pero sigue decidida a competir por el oro en los Juegos Olímpicos de Tokio.
En los Juegos Olímpicos de Tokio 2020, el 4 de agosto de 2021, en el debut del Skateboarding Park como disciplina olímpica, Brown ganó la medalla de bronce, dejando sin podio a la local y campeona mundial Misugu Okamoto. La obtención del bronce convirtió a Sky Brown en la deportista británica más joven en subirse a un podio olímpico en toda la historia.
En 2022 ganó el Premio Laureus a la Mejor Reaparición Internacional del Año.